# Because of You (singel Nickelback)
Because of You – szósty, a zarazem ostatni singel singel kanadyjskiej grupy Nickelback, pochodzący z wydanego w 2003 roku albumu "The Long Road". Kompozycja znalazła się na szóstej pozycji na krążku, trwa 3 minuty i 30 sekund i prócz utworów "Flat on the Floor", oraz singlowego "Someday" jest najkrótszym utworem zawartym na płycie. Singel z utworem został wydany jedynie w Stanach Zjednoczonych w formie airplay, 7 września 2004 roku. Autorem tekstu do utworu jest wokalista grupy Chad Kroeger, muzykę skomponował wspólnie cały zespół. "Because of You" znalazł się na ścieżce dźwiękowej gry komputerowej "MX vs. ATV Unleashed" oraz w zwiastunie do horrora "Jeepers Creepers 2", zaraz przed utworem "Meet the Creeper" grupy Rob Zombie. Utwór znalazł się także w popularnej grze komputerowej Guitar Hero World Tour wydanej w październiku 2008 roku.

## Znaczenie tekstu
Piosenka zajmuje się tematem zażywania narkotyków. Namawia do tego aby pewna osoba zrezygnowała, o czym świadczy fragment tekstu "nie stanę i nie przyjrzę się, jak umrzesz". Podobną tematykę zażywania narkotyków zespół poruszył w utworze "Worthy to Say" z albumu "The State" z 1998 roku.
Utwór wyróżnia się spośród pozostałych kompozycji grupy wyjątkowo mocno przesterowanymi gitarami i agresywnym wykonaniem Kroegera, które zahacza o heavy metal. Kompozycja należy do jednej z najcięższych w dorobku grupy. Oparta jest na bardzo mocnym brzmieniu gitar oraz sporej liczbie gitarowych riffów. Ze względu na swoje ciężkie brzmienie, piosenka często porównywana jest z utworem "Side of a Bullet" z albumu "All the Right Reasons". Mimo mocnego brzmienia, utwór zajął wysokie lokaty na amerykańskich listach, 3. miejsce w Kanadzie oraz 7 na amerykańskiej liście Mainstream Rock Tracks.

## Utwór na koncertach
Utwór jest regularnie grany na koncertach grupy. Został wykonany podczas koncertu grupy na prestiżowym festiwalu muzyki rockowej Rock am Ring w roku 2004, z którego to powstało nieoficjalne koncertowe DVD. Utwór został zagrany w nieco szybszym tempie niż w wersji studyjnej, trwa bowiem 3 minuty i 19 sekund. Utwór wszedł także w skład koncertowego DVD grupy "Live from Sturgis 2006", który się odbył podczas jednego z koncertów podczas trasy promującej płytę "All the Right Reasons". Podczas wykonywania utworu, grupie na scenie towarzyszą także efekty pirotechniczne. 
Chad Kroeger o utworze "Because of You":
"Lubię grać "Woke Up This Morning", a także "Because of You" - to najmocniejszy utwór na płycie "The Long Road". Jego granie sprawia mi przyjemność, ma on bowiem ciekawe riffy i emanuje pozytywną energią. To jest utwór z gatunku tych, które gra się bez zastanowienia - on po prostu płynie.".

## Lista utworów na singlu
Single CD:
| Nr. |  | Tytuł            | Tekst        | Muzyka     | Długość |
| --- |  | ---------------- | ------------ | ---------- | ------- |
| 1.  |  | "Because of You" | Chad Kroeger | Nickelback | 3:30    |
|     |  |                  |              |            |         |

## Twórcy
Nickelback
- Chad Kroeger – śpiew, gitara rytmiczna, produkcja
- Ryan Peake – gitara prowadząca, wokal wspierający
- Mike Kroeger – gitara basowa
- Ryan Vikedal – perkusja

Produkcja
- Nagrywany: Kwiecień - Sierpień 2003 w studiu "Green House" (Burnaby) oraz w "Mountain View Studios" (Abbotsford) w Vancouver
- Producent muzyczny: Chad Kroeger, Joe Moi
- Miks płyty: Randy Staub w "The Warehouse Studios" w Vancouver
- Asystent inżyniera dźwięku: Zach Blackstone
- Mastering: George Marino w "Sterling Sound"
- Koordynator prac albumu: Kevin “Chief” Zaruk
- Aranżacja: Chad Kroeger, Ryan Peake, Mike Kroeger, Ryan Vikedal
- Tekst piosenki: Chad Kroeger

Inni
- Management: Bryan Coleman z Union Entertainment Group
- Pomysł okładki: Nickelback
- Wytwórnia: Roadrunner Records